# 흰가루병

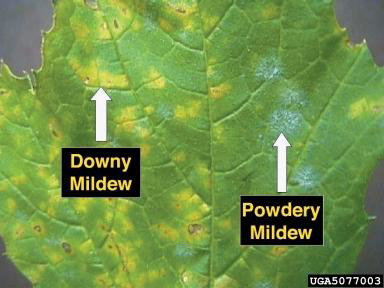

흰가루병은 식물에 광범위하게 병을 일으키는 진균성 질병 가운데 하나이다. 흰가루병은 흰가루병균목의 여러 다양한 자낭균류 곰팡이들이 전반시킨다. 흰가루병은 병징이 확연히 구분되어서 동정하기 쉬운 식물병 중 하나이다. 감염한 식물은 잎과 줄기에 흰가루 점들이 드러난다. 이 균사층은 잎 전체를 빠르게 뒤덮을 수 있다. 하위엽에 가장 큰 영향을 주지만, 곰팡이는 식물의 지상부에 나타난다. 병의 진행에 따라 무성 포자가 대량 형성되면서 반점이 더 크고 빽빽해지며, 식물의 길이를 따라 위아래로 퍼진다.
맥류 흰가루병은 시설재배지와 가을 날씨가 건조할 때 심하게 발생한다. 분생포자는 공기전염 되며, 건조한 조건하에서는 80일간 전염원 능력이 유지된다. 흰가루병의 발생은 현재 농가에서 점점 문제시 되는 병으로 대두되고 있다.
방제
맥류 흰가루병은 건조한 상태에 발병하기 때문에 건조하기 쉬운 조건에서는 관수를 충분히 하여 건조상태가 되지 않도록 한다. 재배가 끝난 이후에 이병 잎을 모아 제거한다. 농업 및 원예 환경 하에서 화학적 방제, 생물적 방제, 유전자 저항성을 사용해 이 병원균을 예찰할 수 있다. 흰가루병과 그에 대한 관리 전략을 잘 아는 것이 중요하다. 흰가루병으로 인해 중요한 작물 수확량이 크게 줄어들 수 있기 때문이다.

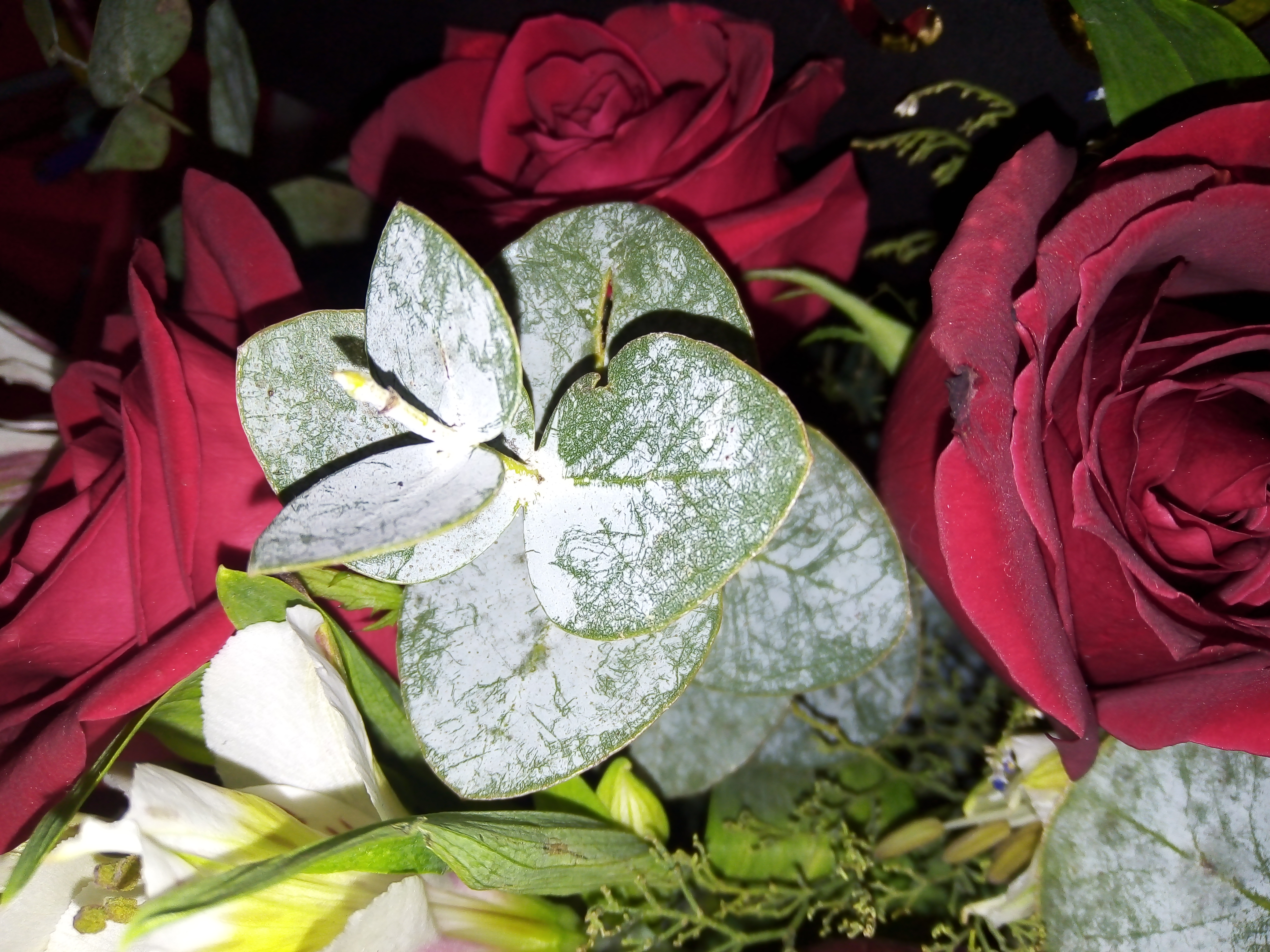
식물을 감염시킨지 얼마 안된 흰가루병

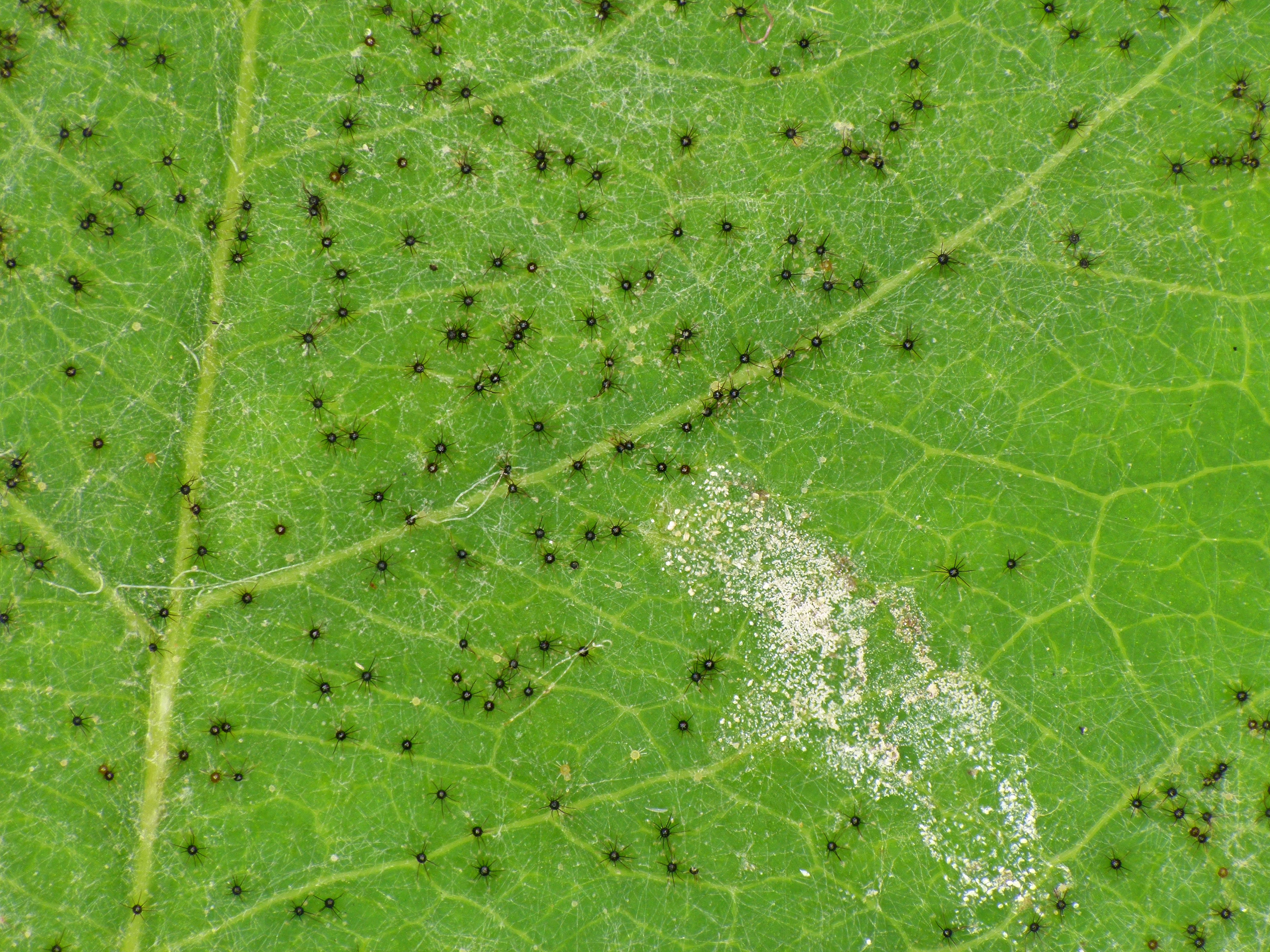
잎에서 자라나는 흰가루병 (배율 확대)

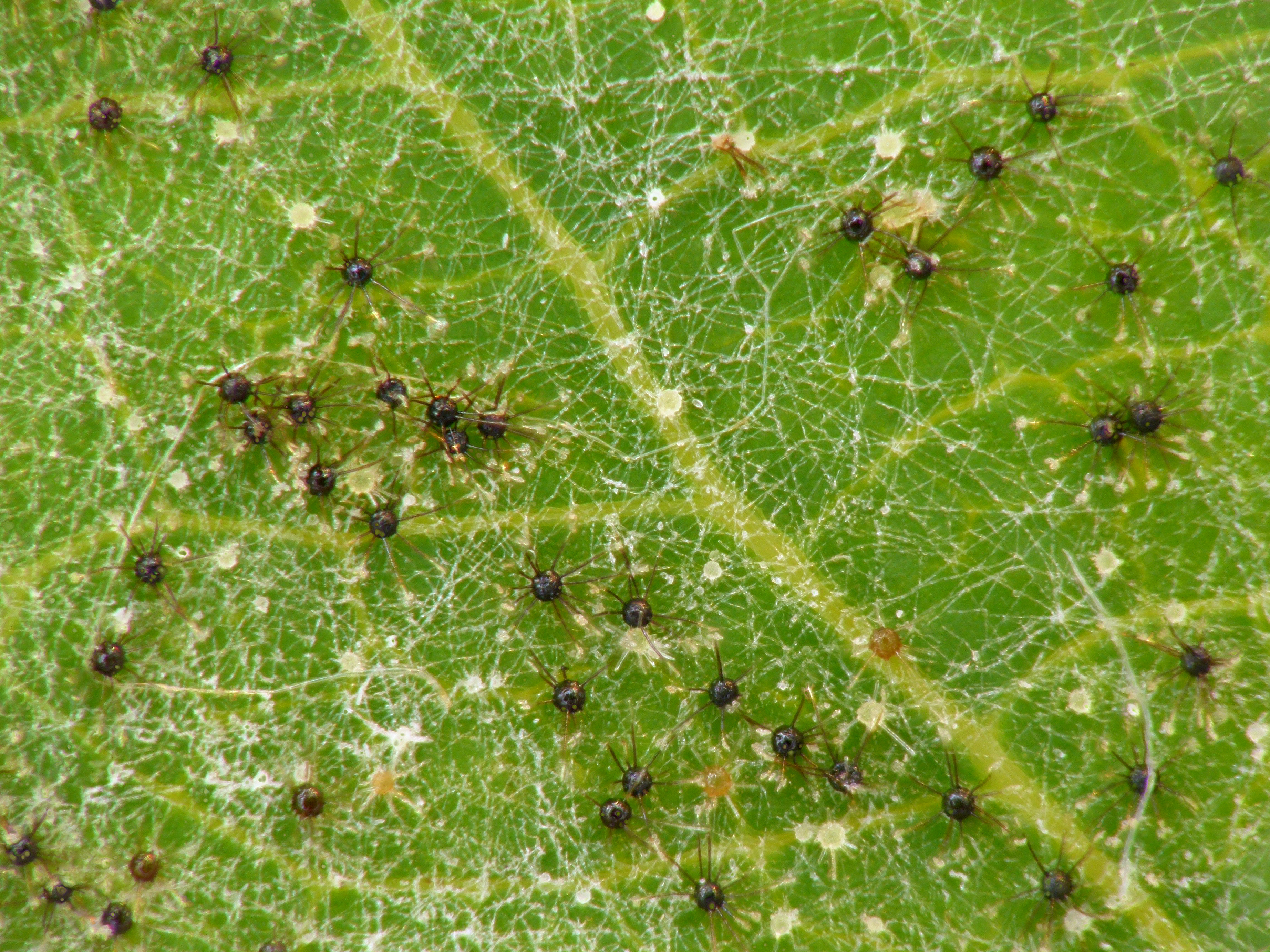
잎에서 자라나는 흰가루병 (고배율 확대)

## 병징 및 병환
종에 따라 병의 발생시기가 다르다. 보통 6~7월부터 발생해 장마철 이후 급격히 심해진다. 잎에 주로 발생하나 식물 종에 따라 어린 줄기와 열매에도 발생한다. 병든 잎은 외견상 흰가루를 뿌려놓은 모습이다. 이는 무성세대인 분생포자경과 분생포자를 무더기로 형성시키기 때문이다. 균사체는 주로 기주 표면에 존재해 광합성을 방해하며, 균사의 일부가 식물의 표피를 뚫고 침입해 양분을 훔친다. 이렇게 당한 식물의 세포는 절대 죽지 않으며, 이를 통해 흰가루병균이 절대기생체라는 사실을 잘 말해주고 있다. 기주 표면의 균사에서는 분생포자경 위에 분생포자를 형성해 2차 전염원으로서 새로운 잎을 계속 공격한다. 가을에는 흑갈색의 소형 자낭과가 형성되며, 무성세대로 월동하기도 한다.

## 생식
흰가루병균은 무성생식과 유성생식을 전부 한다. 유성생식은 유전자 재조합이 일어나는 폐색자낭각을 통해 일어난다. 폐색자낭각, 자낭반, 유공자낭각, 위자낭각 등의 자낭과는 자낭균문에 있는 곰팡이의 독특한 자실체이다. 각각의 자낭과 안에는 자낭포자가 들어있는 여러 개의 자낭이 있다. 최적의 환경에서 자낭포자가 성숙해 새로운 전염을 시작하기 위해 방출된다. 포자 성숙을 위한 요구 조건은 종마다 다르다.
무성생식에서는, 모체와 자녀 곰팡이의 유전자가 서로 동일하다.  무성생식은 유성생식에 비해 맥류 흰가루병의 전염에서 가장 우세한 생식 및 확산 형태이다.  그러나 유성생식은 폐색자낭각에서 생성되는, 내구성과 저항성이 있는 겨울포자를 생성한다. 이 포자들은 (자외선을 막아내는 용도) 색이 어두우며, 둥글고 단단한 벽(얼어서 파열되는 것을 방지하는 용도)으로 둘러싸여 있는데, 겨울 동안 살아남을 수 있도록 해준다.  새로운 전염을 위해 이듬해 봄에 발아한다.

### DNA 복구
DNA 불일치 복구 (MMR)는 DNA 복제 및 상동 재조합 과정에서 발생할 수 있는 잘못된 염기 삽입, 삭제 및 잘못된 결합을 인식하고 복구하기 위한 효소 체계이다.  일부 형태의 DNA 손상을 복구시킬 수 있다. 흰가루병균 내 여러 속의 식물기생균 중 밀접한 4종이 대부분의 다른 자낭균게놈에 존재하는 48~52개의 MMR 유전자 중 5~21개를 잃은 것으로 밝혀졌다. MMR 유전자 손실 수준이 더 높은 흰가루병 종은 다양한 종류의 돌연변이 비율이 높았다.  이렇게 증가한 돌연변이율은 정확한 DNA 복제에 필수 유전자가 부족하면 게놈 진화의 속도와 진화적 다양화가 증가할 수 있음을 뜻한다.